# Eumetula dilecta
Eumetula dilecta là một loài ốc biển, động vật chân bụng trong họ Cerithiopsidae, được tìm thấy ở miền Nam cực waters.
Nó được Thiele mô tả năm 1912.

## mô tả
Độ dài vỏ lớn nhất ghi nhận được là 5 mm.

## Môi trường sống
Độ sâu nhỏ nhất ghi nhận được là 94 m. Độ sâu lớn nhất ghi nhận được là 600 m.